# مهاتما غاندي (لاعب كرة قدم)
مهاتما غاندي هو لاعب كرة قدم برازيلي في مركز الدفاع، ولد في 18 فبراير 1992 في غويانيا في البرازيل. لعب مع أتلتيكو غويانيينسي.

## وصلات خارجية
- مهاتما غاندي (لاعب كرة قدم) على موقع قاعدة بيانات كرة القدم.إي يو (الإنجليزية)
- مهاتما غاندي (لاعب كرة قدم) على موقع Soccerway.com (الإنجليزية)